# La oveja negra y demás fábulas
La oveja negra y demás fábulas es un libro de relatos del escritor guatemalteco Augusto Monterroso, publicado en 1969.
El libro es un conjunto de relatos breves –género en el que Monterroso desarrolló la mayor parte de su escritura– en el que el autor parodia a los fabulistas de la antigüedad. El relato que da título al libro, «La oveja negra», fue adoptado como referente, en España, por grupos de insumisos y pacifistas.

En un lejano país existió hace muchos años una oveja negra
Fue fusilada
Un siglo después, el rebaño arrepentido le levantó una estatua ecuestre que quedó muy bien en el parque.
Así, en lo sucesivo, cada vez que aparecían ovejas negras eran rápidamente pasadas por las armas para que las futuras generaciones de ovejas comunes y corrientes pudieran ejercitarse también en la escultura.

## Contenido
- «El conejo y el león»
- «El mono que quiso ser escritor satírico»
- «La mosca que soñaba que era un águila»
- «La fe y las montañas»
- «La tela de Penélope, o quién engaña a quién»
- «La oveja negra»
- «El sabio que tomó el poder»
- «El espejo que no dormía bien»
- «El búho que quería salvar a la humanidad»
- «La tortuga y Aquiles»
- «El camaleón que finalmente no sabía de qué color ponerse»
- «El apóstata arrepentido»
- «El rayo que cayó dos veces en el mismo sitio»
- «La jirafa que comprendió de pronto que todo es relativo»
- «Los otros seis»
- «Monólogo del mal»
- «La cucaracha soñadora»
- «El salvador recurrente»
- «La rana que quería ser una rana auténtica»
- «Pigmalión»
- «Monólogo del bien»
- «Las dos colas, o el filósofo ecléctico»
- «El grillo maestro»
- «Sansón y los filisteos»
- «El cerdo de la piara de Epicuro»
- «Caballo imaginando a Dios»
- «El perro que deseaba ser un ser humano»[1]
- «El mono piensa en ese tema»
- «El burro y la flauta»
- «La parte del león»
- «El paraíso imperfecto»
- «La honda de David»
- «Gallus aureorum ovorum»
- «La buena conciencia»
- «La sirena inconforme»
- «Los cuervos bien criados»
- «Origen de los ancianos»
- «Paréntesis»
- «El fabulista y sus críticos»
- «El zorro es más sabio»